# Jeff Rich
Jeff Rich (* 8. června 1953, Hackney, Londýn) je anglický rockový bubeník, který je nejvíce známý jako dřívější bubeník anglické rockové skupiny Status Quo. Než přišel do Status Quo, hrál se skupinami Stretch, Judie Tzuke a Climax Blues Band. Status Quo opustil na jaře roku 2000, byl nahrazen Mattem Letleym.